# Из-за Грасии
Из-за Грасии (англ. Because of Grácia) — американская комедийная драма, срежиссированная Томом Симесом. Главную роль в фильме сыграл Джон Шнайдер.
Премьера фильма состоялась 4 августа 2017 года на кинофестивале «Great Lakes Christian Film Festival», а прокат в кинотеатрах США начался 15 сентября этого же года. При бюджете в 1,2 млн долларов, кассовые сборы составили всего 91 тысячу долларов.

## Сюжет
Когда новая ученица Грасия Дэвис прибывает в дискуссионный класс под названием «христиане под прикрытием» Чейз и ОБ бросают вызов отстаивать то, во что они верят. Грасиа олицетворяет теплоту и уверенность, заводя как друзей, так и врагов. Её религиозный взгляд на мир вскоре оказывается не самым стандартным и принимаемым в классе, по сравнению с другими. Когда она сталкивается с двойными стандартами в отношении свободы слова, школьные преподаватели понимают ошибку учителя-христианина. Всё это время Грасия общается с однокурсником, который находится в абьюзивных отношениях. С растущей привязанностью к другу, которому он когда-то боялся даже позвонить, Чейз в конечном итоге начинает следовать её мужественному примеру и идет на огромный личностный риск, чтобы узнать своё собственное мнение.

## В ролях
- Джон Шнайдер — директор Шоб
- Крис Массолиа — Чейз Морган
- Мэйси МакЛэйн — Эми
- Бен Дейвис — Зак Брэди
- Кэрол Джин Уэллс — сестра Чейза
- Мориа Смоллбоун — Грасия Дэвис
- Криста Бэт Кэмпбелл — Ханна
- Эмма Эль Робертс — Забрина
- Лиза Арнольд — Мисс Морган
- Тодд Терри — Джеймс Райан
- Марк Смеби — Дональд Морган
- Кэти Уокер — Мисс Райан
- Джеймс Хэрлоу Палмер — учитель физкультуры
- Пэт Паттерсон — Барб
- Джесси Ярборо — папа
- Анджелита Нельсон — Мисс Дэвис
- Холли Хоук — беременная мама
- Лэдсон Дейн — Мистер Эндрю Дэвис
- Челси Брайан — библиотекарша